# خافيير مولينا (لاعب كرة قدم)
خافيير مولينا (بالإسبانية: Javier Molina Arredondo)‏ (17 نوفمبر 1985 بليما في بيرو - ) هو مدرب كرة قدم ولاعب كرة قدم بيروفي في مركز الظهير. لعب مع الجامعي دي بيرو وDeportivo Coopsol ‏ ونادي أياكوتشو ونادي خوسيه جالفيز ‏.

## وصلات خارجية
- خافيير مولينا على موقع قاعدة بيانات كرة القدم.إي يو (الإنجليزية)